# Polyalthia jambosifolia
Polyalthia jambosifolia este o specie de plante din genul Polyalthia, familia Annonaceae. A fost descrisă pentru prima dată de Henry Nicholas Ridley, și a primit numele actual de la David Mark Johnson. Conform Catalogue of Life specia Polyalthia jambosifolia nu are subspecii cunoscute.